# Towa Tei
Това Тэй (яп. テイ・トウワ Тэй То:ва, японское прочтение корейского имени Чон Дон Хва (кор. 정동화?, 鄭東和?); романизация Towa Tei) — японский диджей корейского происхождения, участник группы Deee-Lite.

## Биография
В конце 1980-х переехал в Нью-Йорк учиться изобразительному искусству, однако вскоре стал клубным музыкантом.
Музыкальную карьеру Тэй начал с ремиксов композиций Jungle Brothers с их альбома Done by the Forces of Nature (1989).
С 1990 под псевдонимом «DJ Towa Towa» был участником нью-йоркского трио Deee-Lite, получившего мировую известность своим хитом «Groove Is In the Heart».
В 1991 Това Тэй и член Deee-Lite Дмитрий Брилль (псевдоним «Super DJ Dmitry») работали совместно с японским музыкантом Рюити Сакамото над композицией «Rap the World».
После выпуска двух альбомов — World Clique (1990) и Infinity Within (1992), Това Тэй оставил коллектив и занялся сольной карьерой. Его дебютный альбом, Future Listening! (1995), сочетал в себе элементы боссановы, джаза и электронной танцевальной музыки. Второй альбом Sound Museum (1998) записан при участии Кайли Миноуг; композиция с её участием «GBI: German Bold Italic» достигла #20 в Японии и #63 в Великобритании. Также в записи альбома принимала участие певица Бебел Жилберту. В 1999 году был записан следующий альбом Last Century Modern.
В 2005 Това Тэй выпустил альбом Flash и очередной сингл с участием Кайли Миноуг, «Sometime Samurai», который стал #6 в Японии.

## Дискография

### Студийные альбомы
- 1995 Future Listening!
- 1998 Sound Museum
- 1999 Last Century Modern
- 2002 Sweet Robots Against the Machine
- 2005 Flash
- 2012 Mach 2012

### DJ-mix альбомы
- 2004 Motivation-Songs for Make Up
- 2004 Motivation-Driving Sweets
- 2005 Motivation3
- 2005 Motivation4 -Dusty Dance Halls
- 2007 Motivation Five

### Синглы и мини-альбомы
- 1995 Technova
- 1995 Luv Connection
- 1998 GBI: German Bold Italic
- 1998 Butterfly
- 1999 Let Me Know
- 2000 Mars
- 2002 Funkin' For Jamaica
- 2005 Sometime Samurai

### Remix-альбомы
- 1994 Future Recall!
- 1995 Future Recall 2
- 1997 Stupid Fresh
- 2000 Lost Control Mix
- 2000 Lost Control Mix 2
- 2003 Re: Towa Tei Sweet Robots Against the Machine
- 2006 Flasher

### Компиляции
- 2002 Towa Tei / Best
- 2003 Best Korea (корейское издание)